# Madjokskäidi
Madjokskäidi är en kulle i Finland. Den ligger i Utsjoki kommun och landskapet Lappland, i den norra delen av landet, 1 100 km norr om huvudstaden Helsingfors. Toppen på Madjokskäidi är 203 meter över havet.
Terrängen runt Madjokskäidi är platt åt sydväst, men åt nordost är den kuperad.  Trakten runt Madjokskäidi är nära nog obefolkad, med mindre än två invånare per kvadratkilometer. Omgivningarna runt Madjokskäidi är i huvudsak ett öppet busklandskap.